# Aysha guaiba
Aysha guaiba là một loài nhện trong họ Anyphaenidae.
Loài này thuộc chi Aysha. Aysha guaiba được Antonio D. Brescovit miêu tả năm 1992.